# Singles Collection: The London Years
Singles Collection: The London Years är ett samlingsalbum med The Rolling Stones, utgivet i augusti 1989. Det innehåller alla gruppens singlar, både A- och B-sidor, från 1963 till 1971.

## Låtlista
Skiva ett
1. "Come On" (Chuck Berry) - 01:48
2. "I Want to Be Loved" (Willie Dixon) - 01:51
3. "I Wanna Be Your Man" (John Lennon, Paul McCartney) - 01:43
4. "Stoned" (Nanker Phelge) - 02:09
5. "Not Fade Away" (Buddy Holly, Norman Petty) - 01:46
6. "Little by Little" (Nanker Phelge, Phil Spector) - 02:39
7. "It's All Over Now" (Bobby Womack, Shirley Jean Womack) - 03:27
8. "Good Times, Bad Times" (Mick Jagger, Keith Richards) - 02:30
9. "Tell Me" (Jagger, Richards) - 03:48
10. "I Just Want to Make Love to You" (Dixon) - 02:16
11. "Time Is on My Side" (Ragovoy) - 02:52
12. "Congratulations" (Jagger, Richards) - 02:27
13. "Little Red Rooster" (Willie Dixon) - 03:04
14. "Off the Hook" (Jagger, Richards) - 02:34
15. "Heart of Stone" (Jagger, Richards) - 02:45
16. "What a Shame" (Jagger, Richards) - 03:02
17. "The Last Time" (Jagger, Richards) - 03:41
18. "Play With Fire" (Jagger, Richards) - 02:14
19. "(I Can't Get No) Satisfaction" (Jagger, Richards) - 03:43
20. "The Under Assistant West Coast Promotion Man" (Phelge) - 03:08
21. "The Spider and the Fly" (Jagger, Richards) - 03:38
22. "Get Off of My Cloud" (Jagger, Richards) - 02:53
23. "I'm Free" (Jagger, Richards) - 02:24
24. "The Singer Not the Song" (Jagger, Richards) - 02:24
25. "As Tears Go By" (Jagger, Andrew Loog Oldham, Richards) - 02:45

Skiva två
1. "Gotta Get Away" (Jagger, Richards) - 02:06
2. "19th Nervous Breakdown" (Jagger, Richards) - 03:56
3. "Sad Day" (Jagger, Richards) - 03:02
4. "Paint It, Black" (Jagger, Richards) - 03:44
5. "Stupid Girl" (Jagger, Richards) - 02:55
6. "Long Long While" (Jagger, Richards) - 03:00
7. "Mother's Little Helper" (Jagger, Richards) - 02:45
8. "Lady Jane" (Jagger, Richards) - 03:11
9. "Have You Seen Your Mother, Baby, Standing in the Shadow?" (Jagger, Richards) - 02:33
10. "Who's Driving Your Plane?" (Jagger, Richards) - 03:13
11. "Let's Spend the Night Together" (Jagger, Richards) - 03:28
12. "Ruby Tuesday" (Jagger, Richards) - 03:13
13. "We Love You" (Jagger, Richards) - 04:36
14. "Dandelion" (Jagger, Richards) - 03:47
15. "She's a Rainbow" (Jagger, Richards) - 04:11
16. "2000 Light Years from Home" (Jagger, Richards) - 04:44
17. "In Another Land" (Bill Wyman) - 02:53
18. "The Lantern" (Jagger, Richards) - 04:25
19. "Jumpin' Jack Flash" (Jagger, Richards) - 03:37
20. "Child of the Moon" (Jagger, Richards) - 03:12

Skiva tre
1. "Street Fighting Man" (Jagger, Richards) - 03:09
2. "No Expectations" (Jagger, Richards) - 03:55
3. "Surprise, Surprise" (Jagger, Richards) - 02:30
4. "Honky Tonk Women" (Jagger, Richards) - 03:01
5. "You Can't Always Get What You Want" (Jagger, Richards) - 04:49
6. "Memo from Turner" (Jagger, Richards) - 04:06
7. "Brown Sugar" (Jagger, Richards) - 03:50
8. "Wild Horses" (Jagger, Richards) - 05:42
9. "I Don't Know Why" (Stevie Wonder, Paul Riser, Don Hunter, Lula Hardaway) - 03:01
10. "Try a Little Harder" (Jagger, Richards) - 02:16
11. "Out of Time" (Jagger, Richards) - 03:21
12. "Jiving Sister Fanny" (Jagger, Richards) - 03:19
13. "Sympathy for the Devil" (Jagger, Richards) - 06:16